# Vital Carles
Vital Carles est un chantre et un chanoine de la cathédrale Saint-André à Bordeaux. Il fonde dans cette ville l'hôpital Saint-André en 1390, qu'il dirige jusqu'à sa mort, le 15 mars 1398

## Famille
Vital Carles nait à Villenave-d'Ornon dans l'actuel département de la Gironde. Sa famille, très riche, fait probablement construire à la fin du XIVe siècle et possède quoi qu'il en soit à la fin du XVe siècle le château de Carles sur l'actuelle commune de Saillans (Gironde). Elle donnera deux jurats de Bordeaux, Pierre de Carles, président au Parlement de Bordeaux sous François 1er et son frère François de Carles, maire de Bordeaux en 1561, ainsi que l'aumônier et confesseur de Charles IX, Lancelot de Carles (1500-1568) et sa sœur Marguerite de Carle, épouse d’Étienne de La Boétie.

## Fondation de l'hôpital
Vers la fin du XIVe siècle Vital Carles constate que les antiques hospices de la ville ne remplissent plus leur rôle, les confréries ou les clercs qui les dirigent s'en accaparant les revenus. Il décide alors de consacrer une partie de sa fortune à la fondation d'une nouvelle institution, qu'il souhaite réellement vouée aux pauvres. Bordeaux est en outre une étape quasi obligatoire pour les pèlerins de Saint-Jacques-de-Compostelle, et un asile leur permettrait d'y être soignés. 
L'initiative suscite une opposition forte dans le clergé local, à tel point qu'elle nécessite l'intervention de l'archevêque de Bordeaux Francisco degli Uguccioni, voire selon certaines sources celle du pape Boniface IX, qui aurait été sacristain de Saint-André. 
L'établissement est créé avec vingt-six lits,, sous le nom qu'il choisit d'Hospitau Sent Andrieu, par un testament rédigé en gascon le 24 décembre 1390, faisant don à la ville « à perpétuité et à jamais » de deux maisons (maison de Lambert et maison de la Prébenderie) et d'un vaste jardin. Vital Carles lui affecte en outre plusieurs terres qu'il possède autour de Bordeaux, accompagnées de leurs revenus. L'acte définit les statuts de l'hôpital :  

« On y devait admettre chaque jour, mais seulement pour une nuit ou deux, les pauvres qui se trouvaient hors d'état de demander l'aumône par la ville, les pèlerins et les voyageurs indigents. Leur séjour dans l'hospice pouvait être prolongé si leur état de santé l'exigeait et ils étaient soignés gratuitement. Chaque hôte de l’hospice devait se confesser en y entrant, et assister, s'il le pouvait, aux offices célébrés dans la chapelle. »

Échaudé par les querelles avec le clergé de la ville, Vital Carles place son hospice sous la protection du maire et des jurats de Bordeaux, leur conférant l'autorité de désigner les prochains hospitaliers (c'est-à-dire gouverneur de l'hospice) et de « veiller à ce qu'il ne soit jamais changé en prieuré ni en bénéfice ». Il devient le premier hospitalier de Saint-André, et le demeure jusqu'à sa mort, le 15 mars 1398.

## Hommages
Il est l'éponyme de la rue Vital-Carles à Bordeaux, une grande artère qui descend vers la cathédrale.